# Hărsovo, Șumen
Hărsovo (în bulgară Хърсово) este un sat în comuna Nikola Kozlevo, regiunea Șumen,  Bulgaria. 

## Demografie
Componența etnică a satului Hărsovo
     Turci (69,7%)
     Bulgari (28,66%)
     Nicio identificare (1,62%)
     Altele (0%)
La recensământul din 2011, populația satului Hărsovo era de 307 locuitori. Din punct de vedere etnic, majoritatea locuitorilor (69,7%) erau turci, cu o minoritate de bulgari (28,66%). Pentru 1,62% din locuitori nu este cunoscută apartenența etnică.